# Xã Washington, Quận Belmont, Ohio
Xã Washington (tiếng Anh: Washington Township) là một xã thuộc quận Belmont, tiểu bang Ohio, Hoa Kỳ. Năm 2010, dân số của xã này là 517 người.